# Eiao
Eiao es una isla de las Marquesas, en la Polinesia Francesa. Está situada en el grupo norte del archipiélago.

## Descripción
La isla es una plataforma elevada, con acantilados de 500 m en el suroeste y una gran roca en forma de obelisco en la punta sureste. En la costa noroeste hay algunas bahías con una zona de anclaje y desembarco en Vaituha donde, además, hay un río de agua fresca.

## Historia
Hoy en día la isla está deshabitada, pero antiguamente estaba habitada por la tribu llamada Tuametaki, y era un lugar sagrado para los habitantes de Te I‘i, al norte de Nuku Hiva. En otras islas de las Marquesas se han encontrado restos arqueológicos de herramientas hechas con rocas basálticas de Eiao. La isla fue descubierta en 1791, por el norteamericano Joseph Ingraham que la llamó Knox en honor al entonces secretario de guerra de los Estados Unidos Henry Knox. Otros nombres utilizados fueron: Masse, Fremantle y Robert. En marquesano se escribe ‘eiao y en ocasiones se transcribió Eiau o Hiaou.
A finales del siglo XIX se utilizó como isla penal. En la década de los 1970 fue ocupada militarmente por los franceses como un posible lugar para hacer pruebas nucleares. En 1992 se declaró como reserva natural para proteger las especies en peligro, algunas de ellas endémicas.